# Haliplus kotoshonis
Haliplus kotoshonis (лат.) — вид жесткокрылых насекомых из семейства плавунчики. Распространён в Японии, Китае, Тайване, Вьетнаме и Мьянме. Длина тела имаго около 4 мм (3,39—4,94 мм). Впервые описан в 1931 году по типовым материалам из «Kotosho» (Orchid Island, Тайвань). От близких видов отличается следующими признаками: чёрная метка на центральных частях надкрылий соединена чёрными полосами; у большинства особей нет чёрной поперечной полосы на основании надкрылий; простернальный отросток сильно сужен около передних тазиков. Чёрная метка на голове не расширена у основания. Чёрные метки на надкрыльях выровнены в прямую линию по центру; одиночная чёрная метка на 4 и 8 интервалах. Сутуральная чёрная полоса едва достигает основного 1-го интервала на основании надкрылий. Пенис крупный, вершина округлая. Пронотум без plicae (короткие бороздки на базально-средней части). Взрослые особи были собраны в мелких прудах.